# Ipeľ
L'Ipeľ (slovaque : Ipeľ, hongrois : Ipoly [ˈipoj], allemand : Eipel) est une rivière, affluent du Danube, longue de 232 km qui s'écoule en Slovaquie et en Hongrie.

## Géographie
Sa source se situe en Slovaquie centrale dans les monts Métallifères slovaques. Il s'écoule vers le sud en direction de la frontière hongroise puis vers le sud-ouest, l'ouest et à nouveau le sud le long de la frontière jusqu'à ce qu'il se jette dans le Danube près de Szob. L'Ipeľ arrose Balassagyarmat et Šahy.